# Référendum sur l'extension de la norme pénale antiracisme
Le référendum sur l'extension de la norme pénale antiracisme (officiellement nommé « Modification du 14 décembre 2018 du code pénal et du code pénal militaire (Discrimination et incitation à la haine en raison de l’orientation sexuelle) ») a lieu le 9 février 2020 en Suisse,. Il fait suite à la récolte de signature à l'encontre de l'initiative parlementaire « Lutter contre les discriminations basées sur l'orientation sexuelle » lancée par Mathias Reynard.

## Historique

### Initiative parlementaire
Ce référendum facultatif a lieu à la suite de la collecte en cent jours de 70 539 signatures - dont 67 494 valides - sur la modification du 14 décembre 2018 du code pénal et du code pénal militaire visant à pénaliser les discriminations et incitations à la haine en raison de l’orientation sexuelle,,.

## Résultats
| Choix                  | Votes     | %     |
| ---------------------- | --------- | ----- |
| Pour                   | 1 414 160 | 63,09 |
| Contre                 | 827 235   | 36,91 |
|                        |           |       |
| Votes valides          | 2 241 395 | 98,34 |
| Votes blancs           | 31 597    | 1,39  |
| Votes nuls             | 6 769     | 0,27  |
| Total                  | 2 279 761 | 100   |
| Abstention             | 3 187 953 | 58,31 |
| Inscrits/Participation | 5 467 714 | 41,69 |